# Veselí nad Lužnicí
Veselí nad Lužnicí (německy Wesseli an der Lainsitz, Frohenbruck an der Lainsitz) je město v okrese Tábor v Jihočeském kraji. Leží 29 kilometrů severovýchodně od Českých Budějovic na soutoku Lužnice a Nežárky a na okraji chráněné krajinné oblasti Třeboňsko. Žije v něm přibližně 6 500 obyvatel.

## Historie

### Páni z Veselí
Budování města zvaného Na Talíři, posléze Veselí, předcházela tvrz Na Talíři patřící pánům z Veselí. Šlo prokazatelně o příslušníky střední šlechty, ale z hlediska vojenské síly podléhající rodu Rožmberků, takže ačkoli ještě v průběhu 12. století byli zcela samostatným rodem, již v polovině 13. století Rožmberkové převzali vládu i nad tvrzí Na Talíři, kde po čtyři až pět generací tato stará česká šlechta původně vládla. Páni z Veselí pak koncem 13. století opustili celou obec a přesídlili do Českého Krumlova, kde již žili převážně měšťanským způsobem života (určité snahy o návrat do rodiště předků se objevily ještě v 15. století). Převážná část rodu Veselých pak o sto let později opustila i Český Krumlov a přesídlila na Vysočinu, kde se živili stavitelstvím, a byla následně poznamenána vysokými ztrátami mužských příslušníků v bojích první světové války.
Odchodem rodu z Veselí do Českého Krumlova postupně zmizelo i pojmenování „Na Talíři“ a původní erbovní znak pánů z Veselí (mimo jiné se stříbrným lvem v rudém poli a zlatými doplňky) se stal znakem města Veselí Nad Lužnicí. Genealogickou souvislost s prvními pány z tvrze na Talíři přiznával Jaroslav Heyrovský (jeho matka se za svobodna jmenovala Anna Veselá).

### Spojení Veselí s Mezimostím
Současné město vzniklo spojením měst Veselí nad Lužnicí a Mezimostí nad Nežárkou. První zmínky o Veselí pocházejí z roku 1259, povýšeno na město bylo v roce 1362, Mezimostí je poprvé zmiňováno ve 14. století, městečkem bylo od roku 1494 a městem od roku 1908. Snahy o spojení obou měst se objevovaly už dříve, ale patrioti z obou měst se spojení bránili. Až protektorátní ministr vnitra nařídil sloučení ke dni 1. ledna 1943 pod názvem Frohenbruck, česky Veselí nad Lužnicí. Mezimostští se po válce pokoušeli osamostatnit, ale neuspěli. Dnes jméno Mezimostí není obsaženo v žádných zdejších oficiálních místních názvech a jeho území je označováno jako místní část Veselí nad Lužnicí II.
Popularizací historií obce se velmi aktivně zabývá spolek Přátelé historie Veselí nad Lužnicí a okolí. 

## Obyvatelstvo
| Rok            | 1869  | 1880  | 1890  | 1900  | 1910  | 1921  | 1930  | 1950  | 1961  | 1970  | 1980  | 1991  | 2001  | 2011  | 2021  |
| -------------- | ----- | ----- | ----- | ----- | ----- | ----- | ----- | ----- | ----- | ----- | ----- | ----- | ----- | ----- | ----- |
| Počet obyvatel | 2 776 | 2 835 | 3 088 | 3 623 | 4 108 | 4 291 | 4 588 | 4 302 | 4 985 | 4 847 | 6 237 | 6 450 | 6 641 | 6 386 | 6 211 |
| Počet domů     | 377   | 402   | 414   | 441   | 500   | 562   | 824   | 1 017 | 1 031 | 1 073 | 1 075 | 1 264 | 1 352 | 1 411 | 1 466 |

## Městská správa

### Místní části
- Horusice
- Veselí nad Lužnicí I
- Veselí nad Lužnicí II

V letech 1960–1990 k městu patřil i Žíšov, od 1. ledna 1976 do 23. listopadu 1990 Drahov a Řípec, od 1. července 1980 do 23. listopadu 1990 Vlkov a od 1. ledna 1989 do 23. listopadu 1990 také Hamr a Val.

### Městské symboly
Znak města je historický, vlajka byla městu udělena rozhodnutím předsedy Poslanecké sněmovny Parlamentu České republiky dne 27. května 2008.

## Doprava
Město je železničním uzlem, kde na 4. železniční koridor ve stanici Veselí nad Lužnicí navazují tratě Havlíčkův Brod – Veselí nad Lužnicí a České Velenice – Veselí nad Lužnicí. 
Kolejiště nádraží bylo v roce 2014 a 2015 komplexně rekonstruováno a byla tam postavena tři nová krytá nástupiště s podchody a výtahy pro cestující. Roku 2022 byla dokončena rekonstrukce výpravní budovy.
Městem prochází dálnice D3 z Tábora do Českých Budějovic.
Na nádraží Veselí–Mezimostí vystoupil ze salonního vozu zvláštního vlaku v sobotu 21. prosince 1918 krátce po 10. hodině prezident T. G. Masaryk a byl přivítán zástupy občanů i představiteli města a třeboňského politického okresu při svém triumfálním návratu do osvobozené vlasti. Osobní přivítání pana prezidenta provedl starosta Veselí Alois Kolín a probošt dr. Jan Vacek. Prezident republiky poděkoval za vřelé přivítání a se slovy „Sbohem a do práce“ nastoupil do zvláštního vlaku, který se v 10:45 vydal na další cestu k Táboru.

## Pamětihodnosti
- Kostel Povýšení sv. Kříže
- Radnice
- Naučná stezka Veselské pískovny
- Pískovcová socha T. G. Masaryka

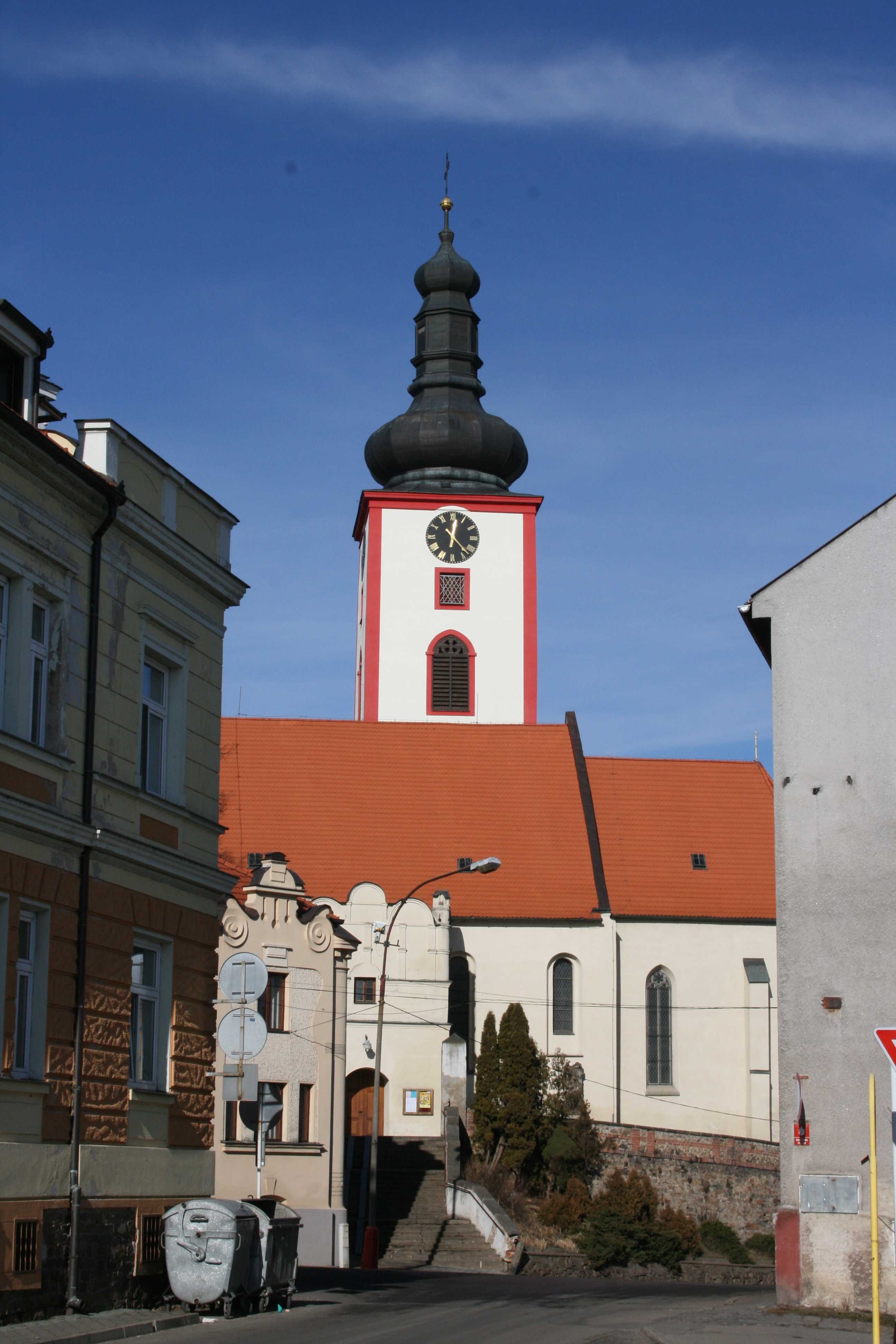
Kostel Povýšení sv. Kříže

- Socha svatého Václava, barokní socha svatého Jana Nepomuckého a renesanční radnice na Masarykově náměstí

## Osobnosti
- Bohumil Bydžovský, (1880–1969), akademik, profesor matematiky a rektor Karlovy univerzity v Praze. V roce 1947 zvolen čestným občanem Veselí nad Lužnicí, kde je jeho jménem též pojmenována jedna ulice
- Marie Bydžovská-Komínková, (1876–1969), historička, překladatelka, spisovatelka, jedna z prvních Češek, která dosáhla vysokoškolského vzdělání
- Václav Filípek, (1811–1863), novinář
- Jan Filípek, (1913–2004), podnikatel, spisovatel
- Emil Hlobil, (1901–1987), hudební skladatel a pedagog
- Vlastimil Koutecký, (1930–2000), architekt, scénograf, výtvarník
- Karel Láznička, (1935–2004), malíř, textilní výtvarník
- František Líbal, (1869–1974), akademický malíř
- Jan Mládek, (* 1960), ekonom a politik, celé mládí prožil ve Veselí nad Lužnicí a v sousedním Dráchově.
- Ladislav Rektoris, ( 1929–2006), malíř, sochař, učitel
- Jan Sajíc, (1894–1951), knihovník, divadelní a literární kritik
- Zdeněk Šimek, (1927–1970), sochař, malíř
- Josef Antonín Škarnicl (Skarnitzl), (1729–1813), tiskař, nakladatel, knihkupec
- Lubomír Štrougal, (1924–2023), komunistický politik, ministr vnitra a někdejší předseda vlády Československa
- Karel Traxler, (1866–1936), katolický kněz a šachista. Po většinu života působil jako kněz a katecheta ve Veselí nad Lužnicí či jeho okolí, ve městě je též pohřben.
- Milan Vondruška, (1925 - ???), ministr školství

## Galerie

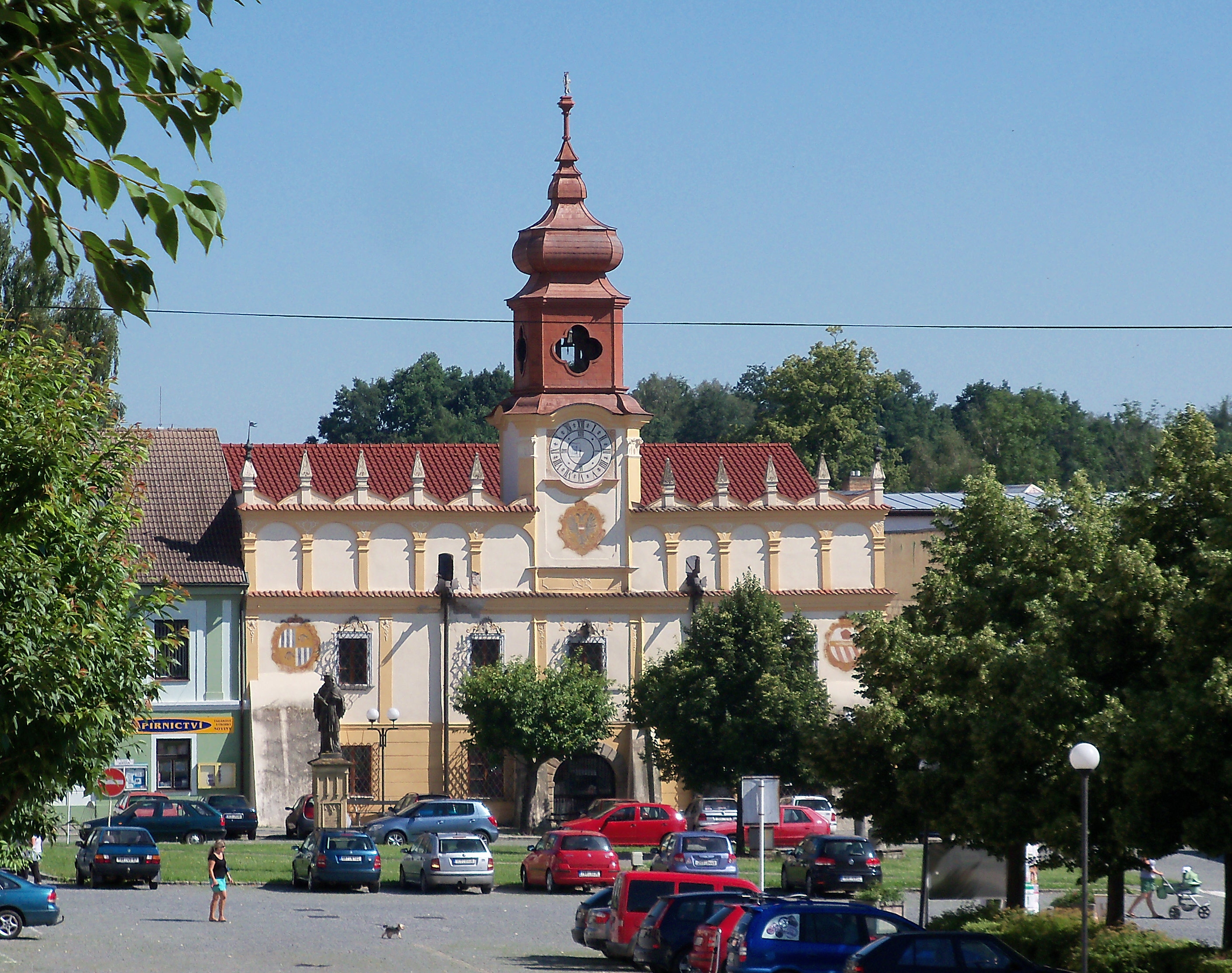
Radnice
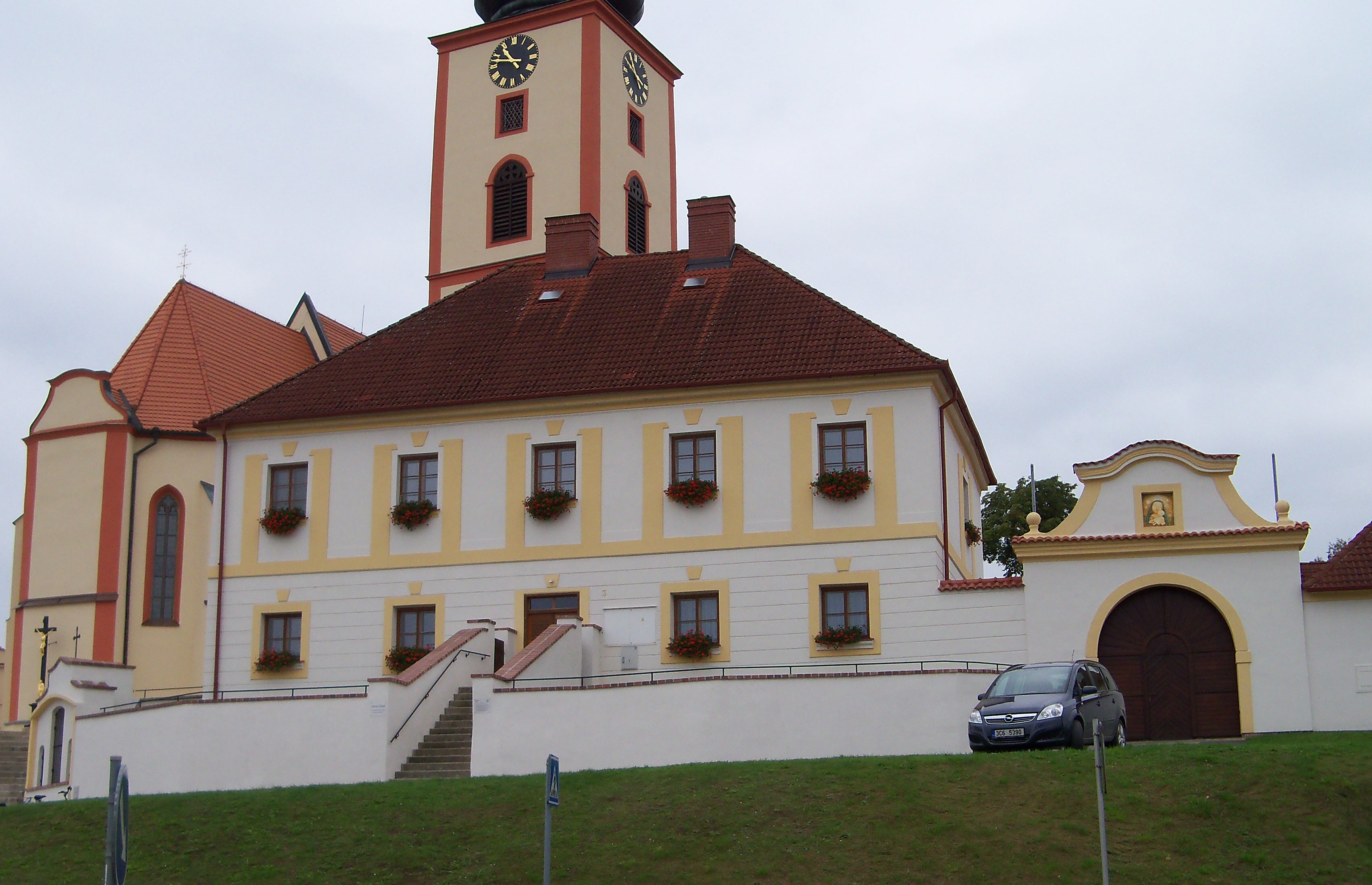
Fara
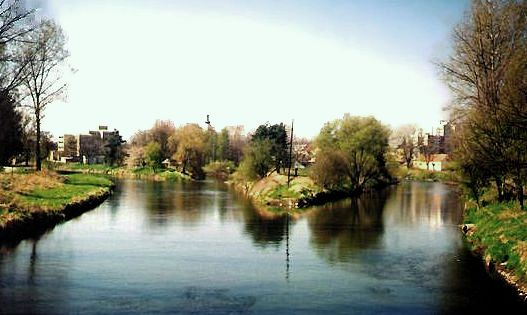
Soutok
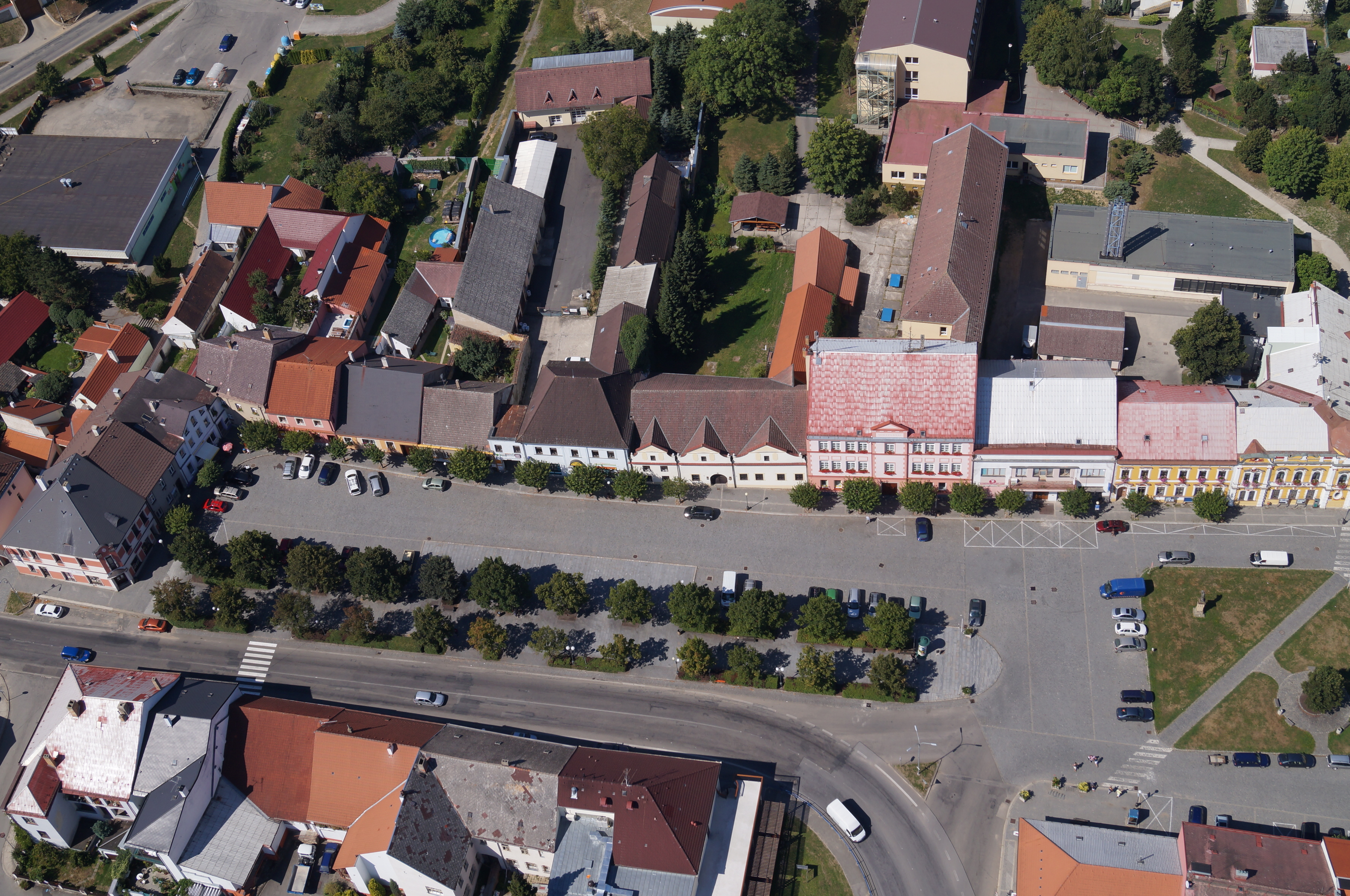
Měšťanské domy na Náměstí T. G. Masaryka
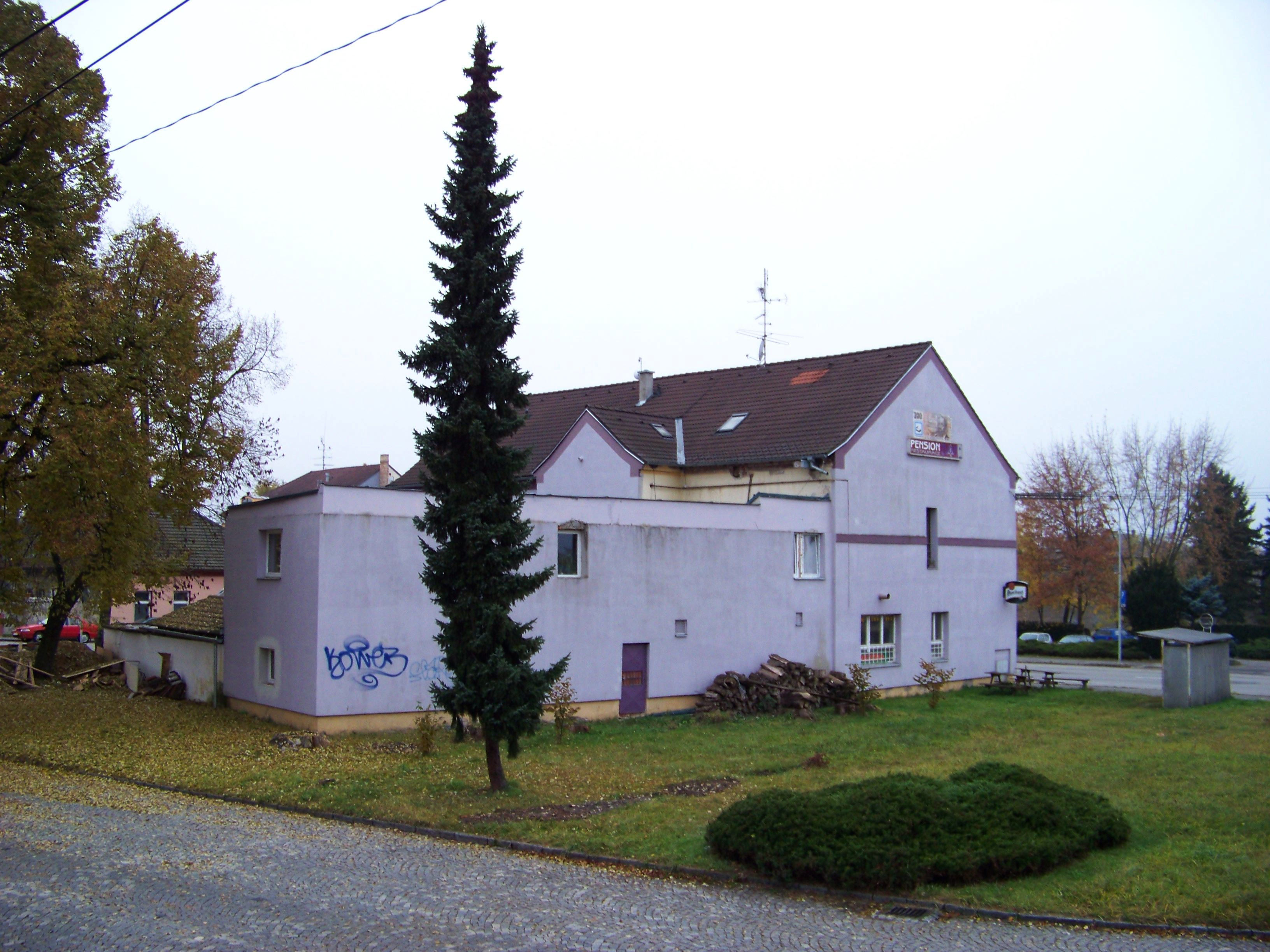
Ubytovna Zvon před nádražím
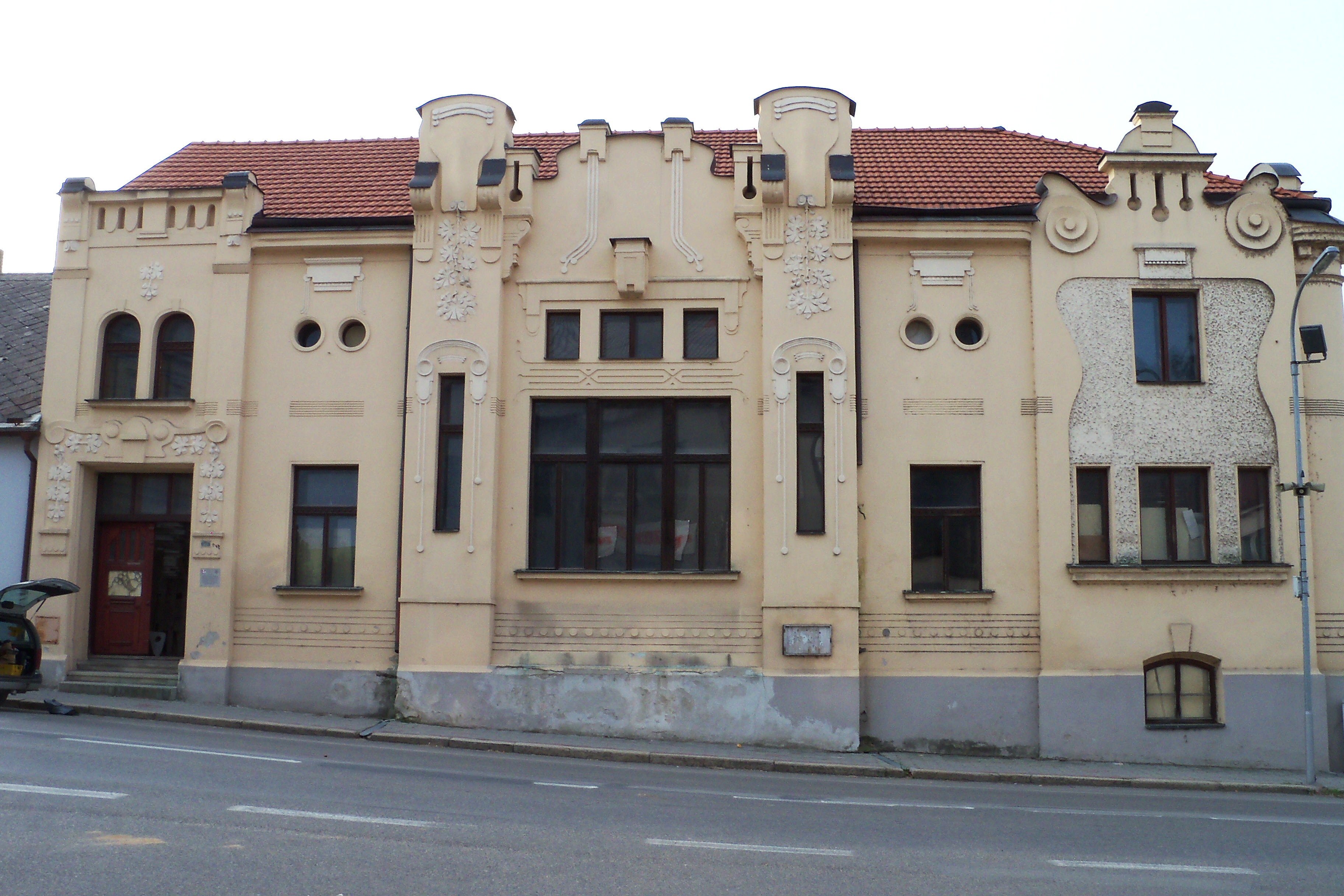
Sokolovna
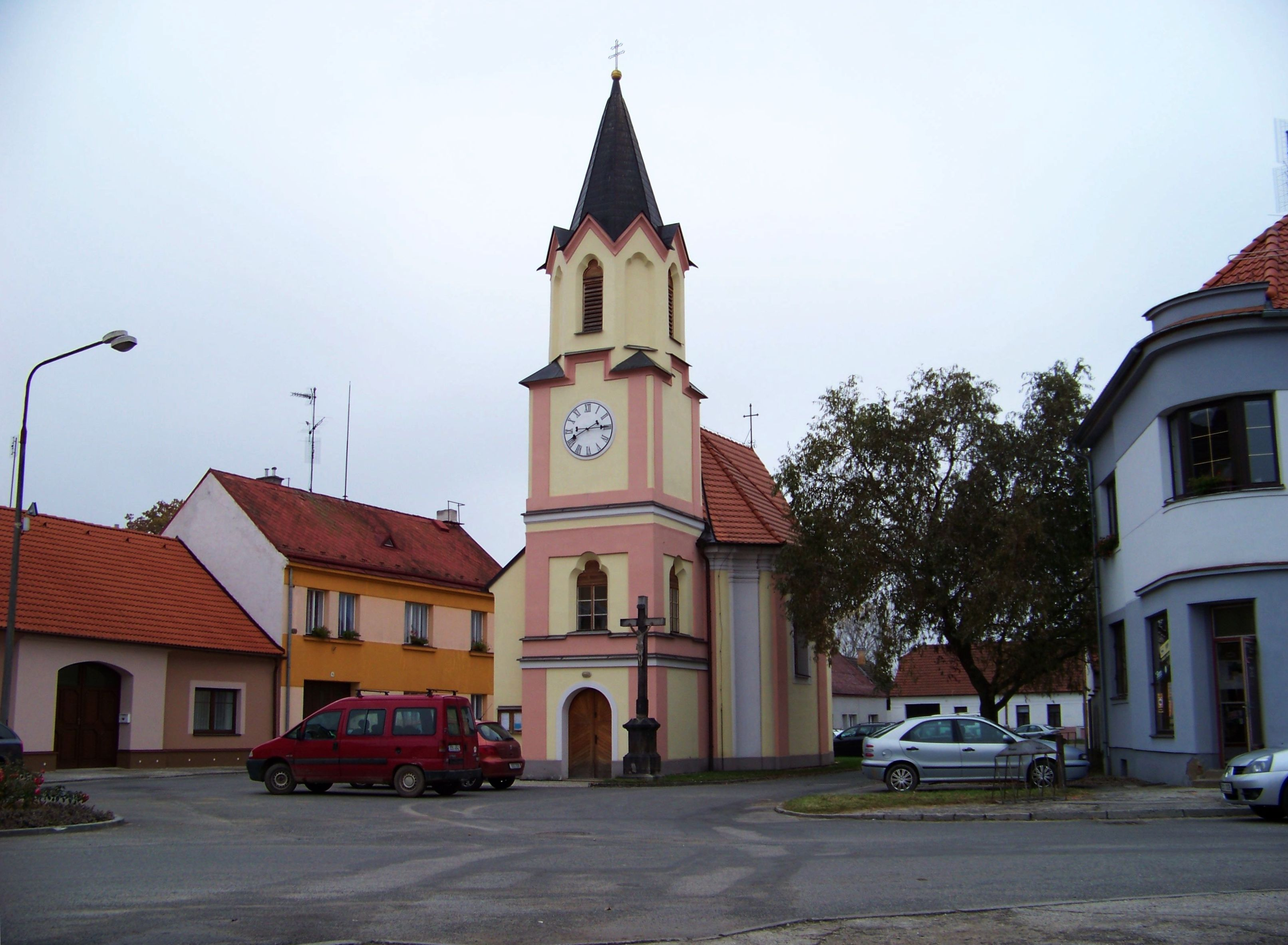
Malé náměstí
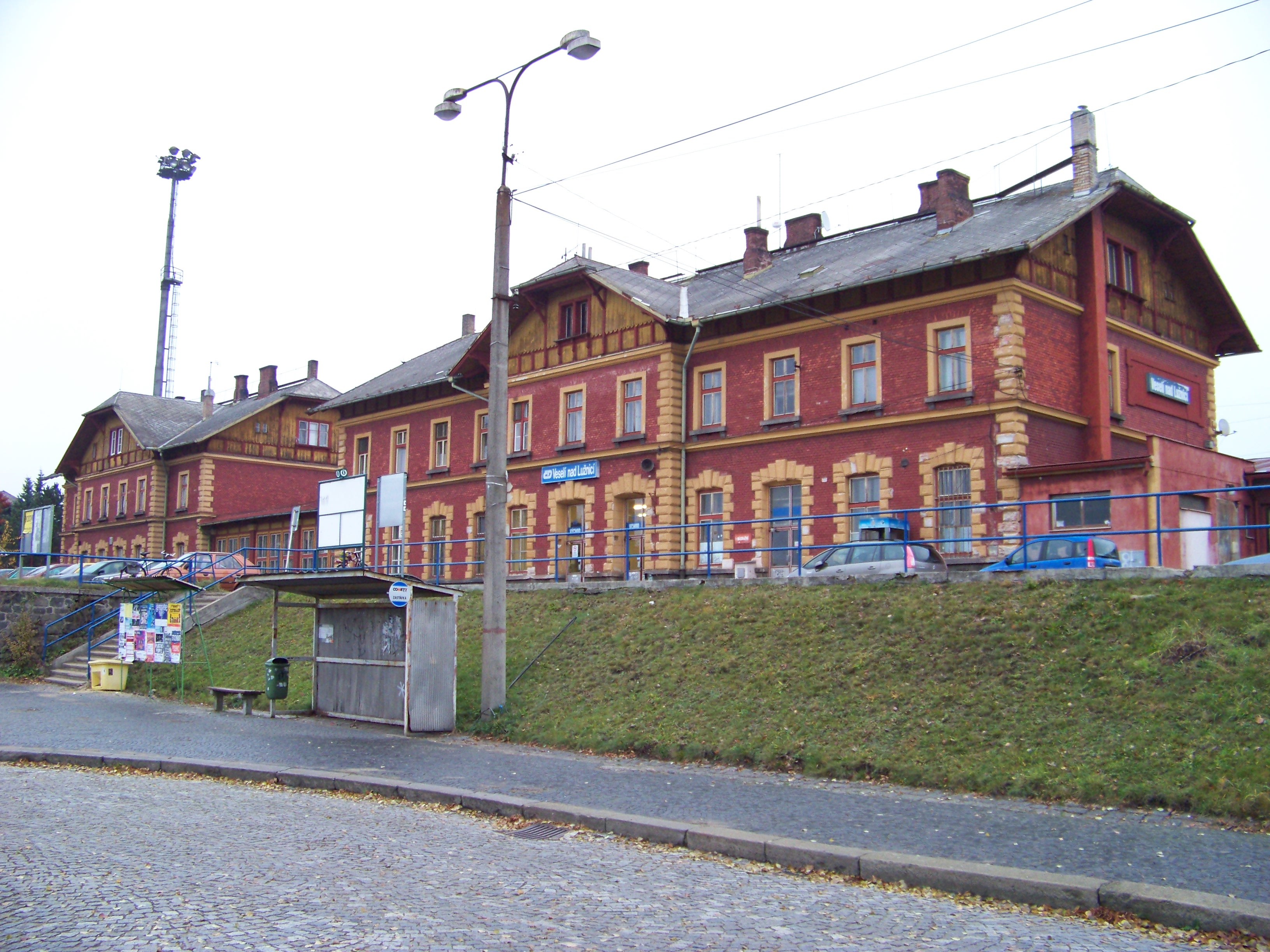
Nádraží

## Partnerská města
- Diemtingen, Švýcarsko
- Yspertal, Rakousko

Klub „Veseláků“: Veselí nad Moravou, Nové Veselí, Vysoké Veselí, Veselí, Veselí (Štětí), Veselí (Pavlov), Veselí (Dalečín), Veselí (Odry)